# Cap and Dividend
Cap and dividend (englisch für Deckeln und Dividende) ist eine Variante der Emissionsbepreisung, bei der die Emissionen gedeckelt (auf ein Maximum beschränkt) werden. Die zur Verfügung stehenden Emissionen werden versteigert und der Erlös gleich an alle Bürger ausgeschüttet.
Durch die Einpreisung der negativen Externalität Emission, steigen die Preise für Energie und Produkte proportional zu den Emissionen, die sie verursachen. Dies wird für die Bürger dadurch ausgeglichen, dass sie den Erlös aus der Emissionsbepreisung erhalten. Durch den höheren Preis von klimaschädlicheren Produkten soll ein Anreiz geschaffen werden, Emissionen zu vermeiden.
Der Prozess beginnt damit, dass Regierungen Emissionsquoten (Maximales Emissionsvolumen, z. B. als CO2-Äquivalente) festlegen und Emissionszertifikate (die Erlaubnis, ein bestimmtes Volumen zu emittieren) verkaufen oder versteigern. Um legal Treibhausgase zu emittieren, muss man ein Zertifikat für das entsprechende Volumen besitzen.

## Geschichte des Konzepts in den USA
Die Idee wurde zuerst von dem US-amerikanischen Unternehmer Peter Barnes unter dem Namen „Skytrust“ in seinem 2001 erschienenen Buch Who Owns the Sky? vorgeschlagen. Der Name wurde vor den US-Wahlen 2008 von Barnes geändert, als er in seinem neuen Buch Climate Solutions: A Citizens Guide versuchte, die Idee zu popularisieren. Er wurde in seiner Arbeit von Gruppen, wie zum Beispiel „On the Commons“, einem Netzwerk, das gesellschaftsbezogene Umweltschutzkonzepte unterstützt. Das Konzept wurde heftig diskutiert, wobei Joe Romm es „verheerend lückenhaft“ nannte und Time es als Weg um „den Krieg gegen die Klimaerwärmung zu gewinnen“ beschrieben hat.